# クロースアップ・マジック

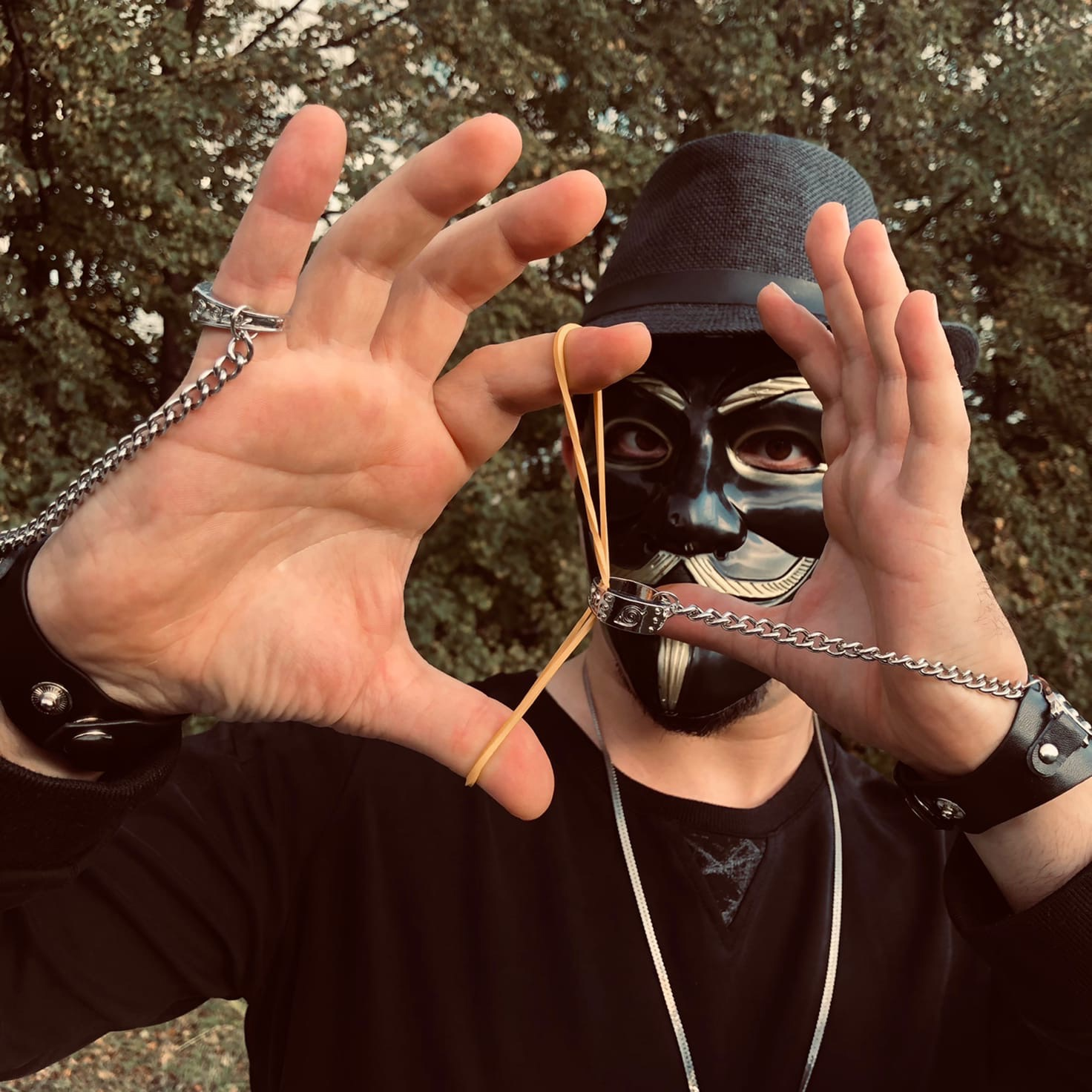
仮面のマジシャンが、輪ゴムと鎖でつながれた金属リングを使いクローズアップマジックを行っている様子。

クロースアップ・マジック（英: close-up magic）とは、マジックの形態のひとつで、少人数の観客に対してマジシャンが至近距離で演じるものをさす。1930年代からこの用語が使われるようになった。テーブルマジック（table magic）とほぼ同義である。逆に大勢の観客に対して舞台上のマジシャンが離れた距離で演じる場合はステージマジックといい、両者の中間がサロンマジックである。
路上などで通行人を呼び止めるストリート・マジックや、バーカウンター越しで見せるバー・マジックなどもクロースアップ・マジックの一形態である。マジックがステージ興業として発展する以前は路上や街頭、パーティなどが主舞台であり、マジックの歴史において深い影響を与えた。
日本では、江戸時代から解説書が発行されるなどしていたが、プロとしてクロースアップマジックを専門とするマジシャンは少なかった。日本においてこのジャンルの有名なマジシャンでは、前田知洋、ふじいあきらなどがいる。

## クロースアップ・マット
クロースアップ・マット (close-up mat) はテーブルを使ってクロースアップ・マジックを演じるときによく使われるマット。クロースアップ・パッド（close-up pad）と呼ばれることもある。色は黒が多いが緑や青などもある。またマットの形についても、長方形のものが一般的だがほかにも半円型などさまざまなバリエーションがある。これを用いることによって机の上に置いたコインやカードなどが取り上げやすくなる。またコインマジックにおいて、コインをテーブルに落としたりしたときに大きな音が出るのを防ぐことができる。クロースアップ・マットがないと演じられないマジックもある。1960年代のはじめ頃から広く使われるようになった。

## 代表的なクロースアップ・マジック
カードマジック、コインマジック、ロープマジック以外で定番のクロースアップ・マジックを紹介する。
スポンジボール
スポンジ製のボールを使う。現象は出現・消失・移動・分裂など。観客の手の中でスポンジボールが増加したり変形したりすることもある。色は赤いものがよく使われる。またウサギやクマ、ピカチュウなどのキャラクター形をしたスポンジも商品として売り出されている。
もともとはジョセフ・Ｌ・ライバーガーの考案による。
カップとボール

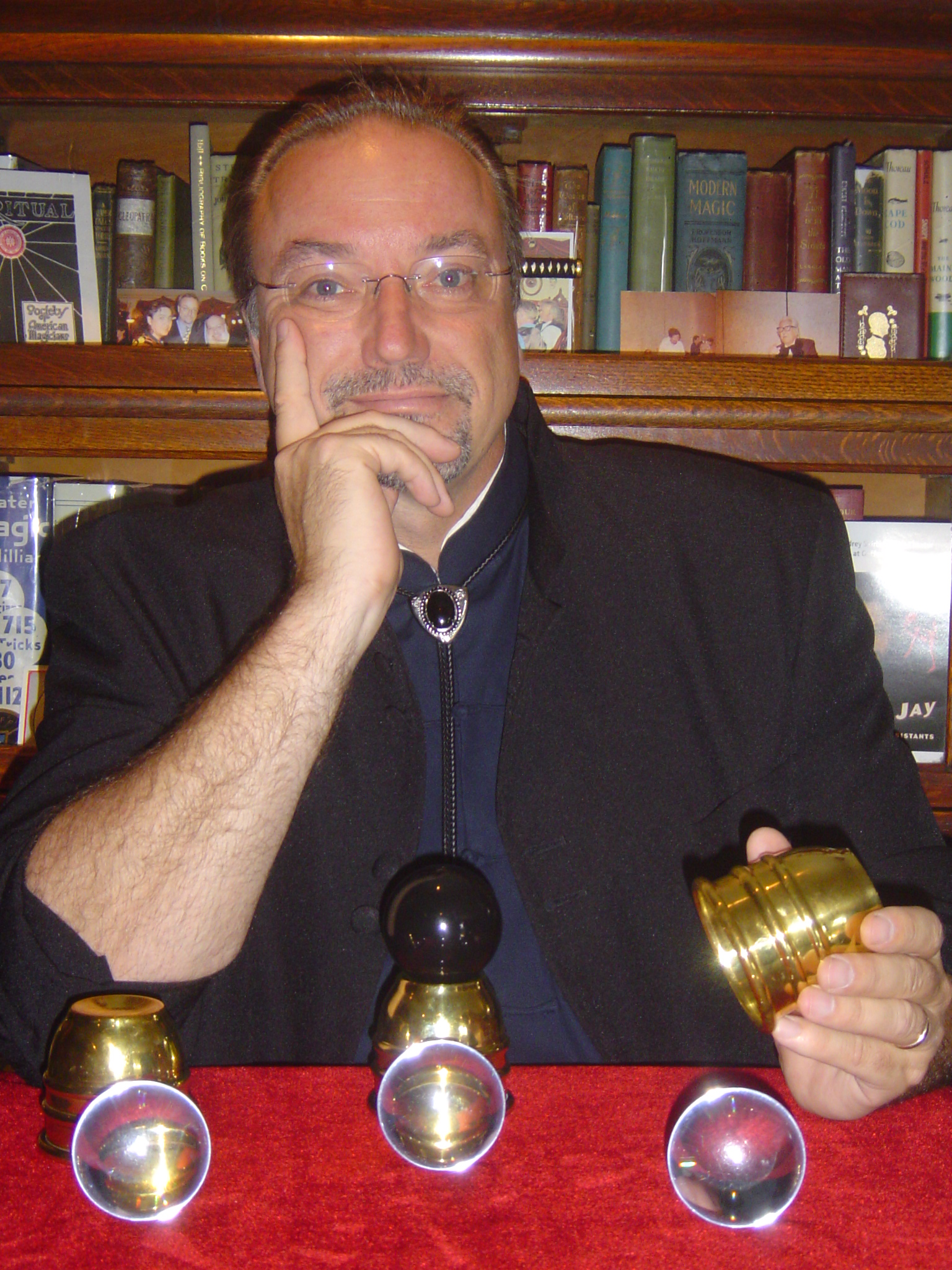
カップ・アンド・ボール

カップと小さなボールを使ったマジック。たいていカップとボールを3つずつ使う。おまじないをかけるためにウォンドを用いることもしばしばある。現象はボールの出現、消失、移動など。カップの底を貫通させたりもする。クライマックスにはカップの中からレモンなどの大きなものを出現させたり、いつのまにかカップが口のないムクなカップ（ソリッド・カップ）に変化していたりする。
通常は不透明なカップで演技を行うが、ジェイソン・ラティマーは透明なグラスでカップ・アンド・ボールの演技を行い、2003年のFISMオランダ大会クロースアップ部門においてグランプリに輝いた。
紀元前2500年頃の古代エジプトの王墓の壁画にはカップ・アンド・ボールを演じているとも見える様子が描かれており、それゆえ世界最古のマジックと考えられている。
東洋では「お椀と玉」として演じられる（和妻を参照）。
チョップ・カップ
現象はカップ・アンド・ボールと似ているがカップとボールは1つずつで行う。ブルーノ・コパンが得意としている。
ベンソン・ボウル
前述のスポンジボールと鉢を使って行う。ドン・アラン、ジョニー・トンプソン、アレキサンダー・ドコバなどが手順を発表している。1948年に原案者のロイ・ベンソンが行ったレクチャーの様子がマジックマニュスクリプトの『The Open Door』で紹介されたのが最初である。

パドルマジック
パドルとは板のようなもの。側面に描かれた図形や埋め込まれた宝石などが変化したりする。
指輪のマジック
リング・オン・ザ・ウォンド
指輪が両端を持たれたウォンドに通る。1584年にイギリスのレジナルド・スコットによって出版された『Discovery of Witchcraft』にも「リング・アンド・スティック」として解説されている。
リングフライト
観客から借りた指輪が消失して演者のキーケースの中へ移動する。アル・コーランが考案した。
フリンガー
一瞬にして指輪を小指や薬指にはめる。補助的に紙幣を用いるバリエーションもある。
リングとロープ
指輪がひもに通ったり外れたりする。
ヒンズー・リング
複数の指輪が連結する。

お金のマジック
小銭を使ったマジックはコインマジックを参照。
紙幣を使ったマジックは、1937年のヒューガードの『Money Magic』がはじめての本格的な文献となる。
ビル・イン・レモン
観客から借りた紙幣がレモンの中から出現する。紙幣の同一性を保障するためにサインをしてもらったり番号を控えたりすることもある。レモンに限らず、オレンジ・キウイ・パン・卵など様々な食材が使われることがある。
ビル・チェンジ
例えば千円札を一万円札にするなどのように紙幣の種類を変化させる。白紙を紙幣に変化させることもある。例としてはマイク・クズロウスキーの「Hundred Dollar Bill Switch」やリチャード・サンダースの「Slow Burn」など。
他にも丸めたりたたんだりした紙幣が宙に浮くフローティングビルや破った紙幣を元に戻すマジックなどがある。
安全ピンのマジック
リンキング・ピン
2つの安全ピンを開くことなく分離または連結する。ドン・ホワイトの「ピフ・パフ・プーフ」が最初であり、ジェリー・アンドラス、スライディーニ、ヴァン・ハンセナス、ニコラス・ベントソンら独自の方法・手順を発表している。
ほかにハンカチに安全ピンをひっかけて閉じた状態で安全ピンをハンカチから抜いたりハンカチ上の別の場所に引っ張ったりする（が、ハンカチが破れることはない）ものなどがある。
輪ゴムのマジック
ジャンピング・ラバー・バンド
人差し指と中指にかかった輪ゴムが、一瞬にして薬指と小指に移動する。1911年、『マジシャンズ・マンスリー12月号』でスタンリー・コリンズが解説しており、これが輪ゴムを用いたマジックが文献に紹介された最初の例である。
クレイジーマンズ・ハンドカフス
両手の間で交差させた2つの輪ゴムを外す。マイケル・アマーが商品化してヒットしたが、命名者はダローである。また、このマジックの源流はアーサー・セッターリントンの考案した「Penetrating Rubber Bund」であると考えられている。
スターゲイザー
2本の輪ゴムをあやとりのようにして星型をつくってみせるが、最終的には本当に輪ゴムが星型に変化する。考案者はAlan Wong。
ピナクル
輪ゴムに指輪がつながったり外れたりする。ピナクル以外にも同様のマジックは「ミッシング・リンク」「リング・リーダー」など多数発表されている。
他にもちぎった輪ゴムを復活させるマジック、輪ゴムが演者や観客の指や腕を貫通するマジックなどがある。
マッチ棒
マッチ棒を鼻に吸い込むマッチ・アップ・ノーズ（日本ではふじいあきらがよくテレビで演じている）や色付きのマッチを用いたあてもの（マッチ・モンテ）など、マッチを使ったマジックの種類は多い。マッチ棒の代わりに爪楊枝で代用されることもある。
他にも両手に持った2本のマッチが貫通するマジック、摺ったあとのマッチが元に戻るマジック、マッチが勝手に飛び上がるマジック、火のついたマジックが手の中で消失したり煙草に変化したりするなど。
マッチ箱を用いたマジックとしてはマッチボックス・ペネトレーション、アクロバティック・マッチが挙げられる。
ダイスマジック
サイコロを用いたマジック。ジャグリングの一種であるダイススタッキングと組み合わされることもある。
ダイス・フロムワン
サイコロの1の目を示す。ひっくり返して反対側を確認すると2の目である。さらにひっくり返すと3の目であり、それ以降もひっくり返すたびに4の目、5の面、最後は6の目が現れる。

キューブマジック
ルービックキューブを使用したマジック（ルービックキューブマジック)。6面が一瞬でそろう、ランダムに混ぜたルービックキューブとあらかじめテーブルに置いてあったルービックキューブが一致する、といったバリエーションがある。
カラーチェンジングナイフ
ポケットナイフの柄の色が次々と変化するマジック。
1935年にラルフ・ハルが商品化したのが始まりで、1975年にはカラーチェンジングナイフだけを扱った専門書『Ascanio's World of Knives』（Jose De la Torre）が出版されている。
エッグバッグ
布製の袋の中に入れた卵が消失したり再び出現したりする。さらにクライマックスには袋の中から液体の入ったグラスが出現することもある。
メタルベンディング
金属を曲げるマジックの総称。ユリ・ゲラーやMr.マリックによるスプーン曲げのパフォーマンスが有名だが、他にも釘、硬貨、鍵などを曲げることがある。メンタルマジックとして演じられることも多い。
ポディ・マジック
道具を使わずに体だけで行うマジック。
特定の指が消失する、指が手から外れる、指が伸びる、手首が360°回転するなど。